# Xylopia quintasii
Xylopia quintasii Pierre ex Engl. & Diels – gatunek rośliny z rodziny flaszowcowatych (Annonaceae Juss.). Występuje naturalnie w Gwinei, Sierra Leone, Liberii, na Wybrzeżu Kości Słoniowej, w Ghanie, południowej części Nigerii, w Kamerunie, Gabonie, Gwinei Równikowej oraz na Wyspach Świętego Tomasza i Książęcej. 

## Morfologia
PokrójZimozielone drzewo.
LiścieMają odwrotnie owalny kształt. Mierzą 13 cm długości oraz 6 szerokości. Nasada liścia jest klinowa.
KwiatySą zebrane w pęczkach. Rozwijają się w kątach pędów. Płatki zewnętrzne są kremowe. Mają liniowy kształt i dorastają do 10–17 mm długości. Słupków jest kilka.

## Biologia i ekologia
Rośnie w lasach.